# Penki (Kaliningrad)
Penki (russisch Пеньки, deutsch Skungirren, 1938–1945 Scheunenort, litauisch Skūngiriai) ist ein Ort in der russischen Oblast Kaliningrad. Er gehört zur kommunalen Selbstverwaltungseinheit Stadtkreis Tschernjachowsk im Rajon Tschernjachowsk.

## Geographische Lage
Penki liegt 15 Kilometer südwestlich des Rajonszentrums Tschernjachowsk (Insterburg) an der Kommunalstraße 27K-142 von Podgornoje (Wiepeningken/Staatshausen) Föderalstraße A229 (frühere deutsche Reichsstraße 1, heute auch Europastraße 28) zur Bahnstation Ugrjumowo-Nowoje an der Tschernjachowsk–Schelesnodorschny (Insterburg–Gerdauen), auf der 2009 der Personenverkehr eingestellt wurde.

## Geschichte
Das kleine Dorf Skungirren fand seine erste urkundliche Erwähnung im Jahre 1638 und bestand vor 1945 lediglich aus mehreren großen und kleinen Höfen. Im Jahre 1874 wurde der Ort mit dem Wohnplatz Julienhof in den neu errichteten Amtsbezirk Obehlischken eingegliedert, der – zwischen 1938 und 1945 „Amtsbezirk Schulzenhof“ genannt – bis 1945 zum Kreis Insterburg im Regierungsbezirk Gumbinnen in der preußischen Provinz Ostpreußen gehörte. Im Jahre 1910 zählte der Gutsbezirk Skungirren 245 Einwohner.
Am 30. September 1929 wurde der Wohnplatz Jagdhaus (Försterei) nach Skungirren eingemeindet. 1933 lebten hier 236 Menschen, 1939 waren es noch 212. Aus ideologisch-politischen Gründen wurden per 3. Juni 1938 zahlreiche ostpreußische Orte umbenannt. Skungirren erhielt den Namen „Scheuersdorf“, der allerdings nicht die Zustimmung der Bestätigungsbehörde fand, die ab 16. Juli 1938 den Namen „Scheunenort“ verfügte.
1945 kam das Dorf in Folge des Zweiten Weltkriegs zur Sowjetunion. 1947 erhielt es die russische Bezeichnung Penki und wurde gleichzeitig dem Dorfsowjet Swobodnenski selski Sowet im Rajon Tschernjachowsk zugeordnet. Später gelangte der Ort in den Bereschkowski selski Sowet. Von 2008 bis 2015 gehörte Penki zur Landgemeinde Swobodnenskoje selskoje posselenije und seither zum Stadtkreis Tschernjachowsk.

## Kirche
In Skungirren resp. Scheunenort lebte vor 1945 eine überwiegend evangelische Bevölkerung. Bis 1846 war der Ort in das Kirchspiel der Kirche Didlacken (1938–1946 Dittlacken, heute russisch: Telmanowo) eingepfarrt, kam dann jedoch bis 1945 zum Kirchspiel der Kirche Obehlischken (1938–1946 Schulzenhof, heute russisch: Selenzowo) und gehörte zum Kirchenkreis Insterburg in der Kirchenprovinz Ostpreußen der Kirche der Altpreußischen Union.
Heute liegt Penki im Einzugsbereich der in den 1990er Jahren neu entstandenen evangelisch-lutherischen Gemeinde in Tschernjachowsk (Insterburg), die zugleich Pfarrei der Kirchenregion Tschernjachowsk in der Propstei Kaliningrad der Evangelisch-lutherischen Kirche Europäisches Russland ist.

## Persönlichkeiten des Ortes
- Ernst Kasenzer (* 19. Juni 1891 in Skungirren; † 1943 im KZ Dachau), deutscher Kaufmann, evangelischer Volksmissionar, Mitglied der Bekennenden Kirche, Widerstandskämpfer gegen den Nationalsozialismus